# Stora freden i Montréal

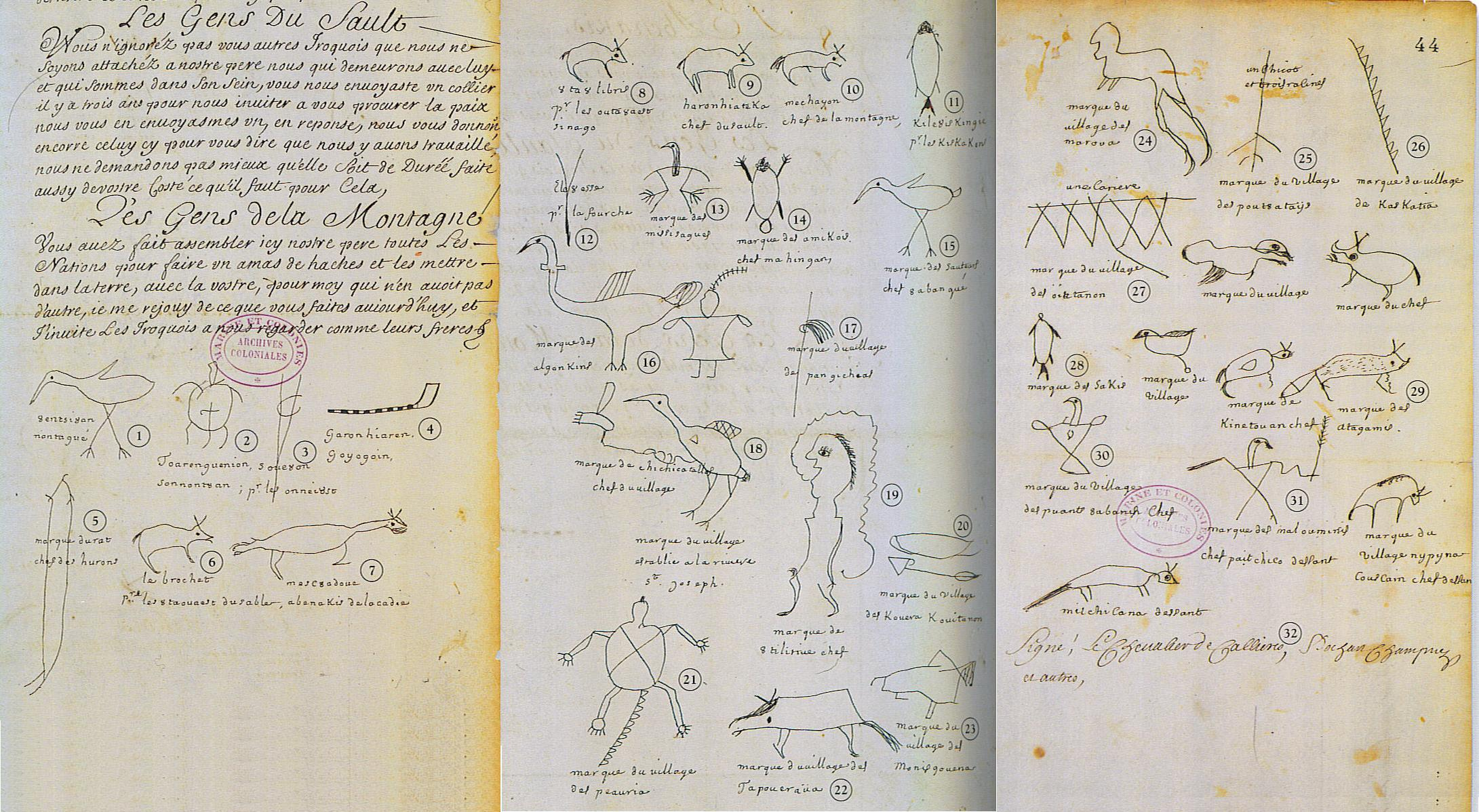
Fredsfördragets signaturer

Stora freden i Montréal 1701 var ett fördrag mellan Nya Frankrike, Irokesförbundet, de katolska irokeserna och ett tjugofemtal indiannationer vilka bodde vid de Stora sjöarna, som stipulerade fred, Frankrike som medlare vid konflikter och Irokesförbundets neutralitet.

## Bakgrund
Mellan 1689 och 1698 förlorade Irokesförbundet över hälften av sin manliga befolkning i krig och sjukdomar. Irokesernas fiender bland ursprungsbefolkningarna i det nordöstra skogsområdet hade också decimerats. Många tillfångatagna fiender adopterades istället för att torteras till döds, men befolkningarna fortsatte ändå att minska. Krigen hade ändrat karaktär, från ömsesidiga överfall till kamp om avgränsade territorier. Genom Frankrikes förbund med folken kring de Stora sjöarna blev irokeserna isolerade och började anse att närmare band med Nya Frankrike vore en fördel om de även kunde förbli i allians med de engelska kolonierna.

## Förhandlingar
På inbjudan av Onontio, den franske generalguvernören, samlades i augusti 1701 1300 representanter för Irokesförbundet och för folken kring de Stora sjöarna i Montréal. Representanter för de olika folken mötte generalguvernören och framförde sina synpunkter. En kris uppstod när man upptäckte att irokeserna inte fört med sig sina fångar för utväxling. Trots detta kom man överens om ett allmänt fredsfördrag.

## Fredsavtal
Den 4 augusti 1701 skrevs fredsfördraget under av ett tjugofemtal indiannationer i en ceremoni med över 1500 deltagare. Genom fördraget blev Frankrike genom Onontio medlare i alla konflikter mellan avtalets signatärer och Irokesförbundet förband sig att i alla framtida konflikter mellan Frankrike och England förbli neutrala.

## Signatärmakter

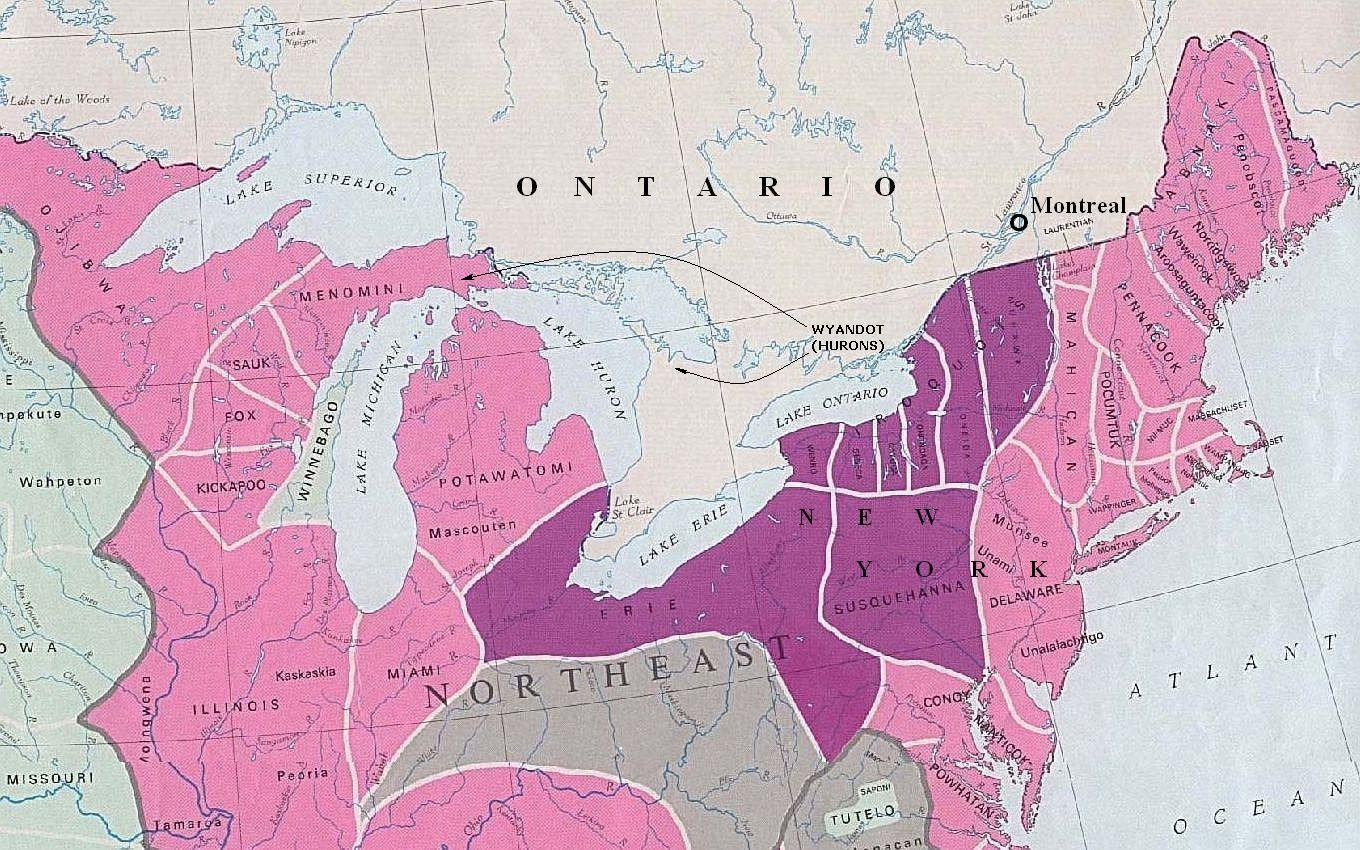
Karta som visar var en del av de indiannationer bodde som undertecknade Stora freden.

Sonnont8ans (senecas) underskrift genom Tourenguenion med hans klanmärke sköldpaddan.

Följande nationer och förbund utgjorde signatärmakter i fördraget:
1. Nya Frankrike
2. Mohawker
3. Onondaga
4. Seneca
5. Oneida
6. Cayuga
7. Wendat
8. Odawa
9. Mississaugas
10. Ojibwe
11. Sauk
12. Meskwaki
13. Winnebago
14. Mascouten
15. Nipissing
16. Menominee
17. Piankeshaw
18. Miami
19. Cree
20. Pottawatomi
21. Illiniwek
22. Abenakis från Akadien
23. Algonkiner
24. Kahnawake
25. Kanesatake
26. Kickapoo

Källa: 

## Eftermäle

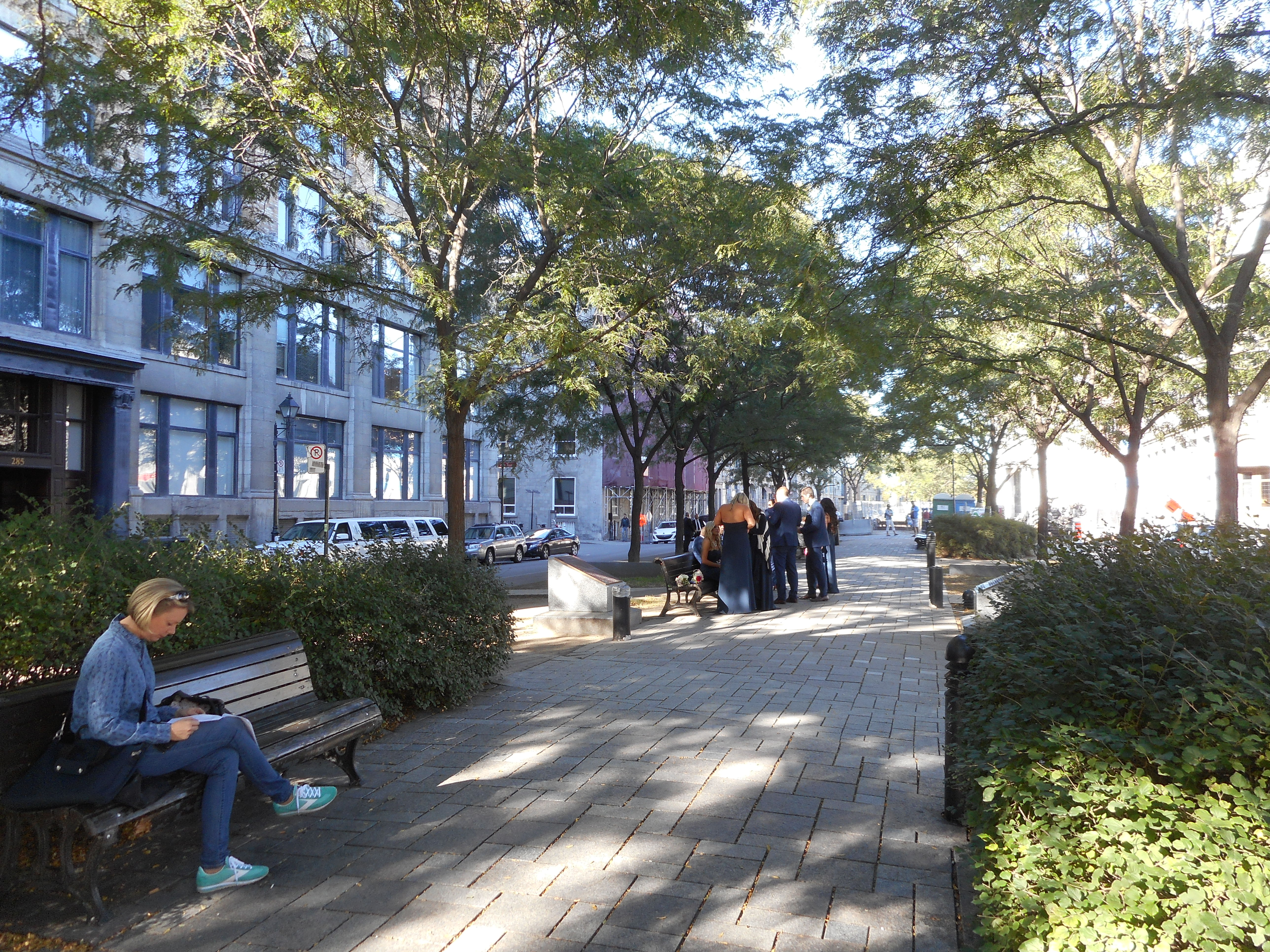
Place de la Grande-Paix-de-Montréal

Place de la Grande-Paix-de-Montréal är ett torg i Montréal, som fick sitt namn vid trehundraårsfirandet av den Stora freden 2001.